# Kökar
 è un comune finlandese di 223 abitanti, situato nella regione delle Isole Åland.

## Società

### Lingue e dialetti
Lo svedese è l'unica lingua ufficiale di Kökar; 10,2% parlano altre lingue, compreso il finlandese (9,8%).
| %     | Ripartizione linguistica (gruppi principali) |
| ----- | -------------------------------------------- |
| 89,8% | madrelingua svedese                          |
| 9,8%  | madrelingua finlandese                       |